# Oświetlenie ewakuacyjne
Oświetlenie ewakuacyjne (ang. emergency escape lighting) – część oświetlenia awaryjnego zapewniająca bezpieczne opuszczenie zagrożonego miejsca lub umożliwiająca uprzednie podjęcie próby zakończenia potencjalnie niebezpiecznego procesu.
Oświetlenie ewakuacyjne należy do urządzeń przeciwpożarowych i jako takie powinno być wykonane zgodnie z projektem uzgodnionym pod względem ochrony przeciwpożarowej przez rzeczoznawcę ds. zabezpieczeń przeciwpożarowych, a warunkiem dopuszczenie go do użytkowania jest przeprowadzenie odpowiednich dla danego urządzenia prób i badań, które potwierdzają prawidłowość jego działania.